# Гимринский автодорожный тоннель
Гимри́нский автодоро́жный тонне́ль — самый длинный автодорожный тоннель на территории России. Расположен в Дагестане; соединяя Буйнакск и село Гимры, тоннель обеспечивает наиболее короткую и не зависящую от погодных условий транспортную связь строительства Ирганайской ГЭС, а также 9 районов горного Дагестана с железной дорогой и центром республики. Длина — 4303 м. Пропускная способность Гимринского тоннеля — 4 тысячи автомобилей в час. Ширина проезжей части — 7 метров, высота габарита — 5 метров.
Тоннель расположен в толще известняков, песчаников, алевролитов и аргиллитов на глубине до 900 м от поверхности. Диаметр сечения тоннеля — 9 м, ширина проезжей части — 7 м. Продольный профиль тоннеля — двускатный, от середины к порталам. Параллельно тоннелю расположена сервисная дренажно-вентиляционная штольня (соединительные сбойки расположены каждые 300 м). Тоннель освещён, имеются системы автоматической пожарной сигнализации, охранной сигнализации, громкоговорящего оповещения, телефонная связь, телевизионное наблюдение, эксплуатационная вентиляция, центральное диспетчерское управление.

## История
Тоннель строился для целей подвоза грузов для возведения Ирганайского гидроузла за счёт сметы последнего. Проходка тоннеля со стороны северного портала была начата 31 декабря 1979 года, а со стороны южного — в 1983 году.
Строительство велось в сложных климатических и геологических условиях; большая часть грузов для южного портала доставлялась водным транспортом по водохранилищу Чиркейской ГЭС и далее автотранспортом. Работами на северном портале руководил Парасюк Леонид Петрович. Сбойка забоев осуществлена в 1991 году; с этого года тоннель находится во временной эксплуатации. До сбойки основного тоннеля движение по нему осуществлялось через вентиляционную штольню, для чего были оборудованы переходы от основного ствола.
В связи с незавершённостью работ по строительству тоннеля он находился в неудовлетворительном состоянии: своды не были укреплены должным образом, проступали грунтовые воды. В декабре 2007 года, когда в селе Гимры был введён режим контртеррористической операции, тоннель был закрыт для проезда. С середины 2000-х годов велись работы по реконструкции тоннеля. Окончательная сдача в эксплуатацию первоначально была намечена на 2010 год, позже перенесена на 2011 год (при этом только в 2011 году на строительные работы в тоннеле планировалось потратить 1,7 млрд руб.), а затем — на сентябрь 2012 года.
Окончательно после реконструкции Гимринский автодорожный тоннель был открыт 2 октября 2012 года. В торжественной церемонии открытия тоннеля приняли участие полномочный представитель президента РФ в СКФО, вице-премьер РФ Александр Хлопонин, президент Дагестана Магомедсалам Магомедов, глава Республики Ингушетия Юнус-Бек Евкуров и др.
Являясь стратегической дорогой, связывающей Махачкалу с горными районами, Гимринский тоннель пользовался повышенным вниманием террористов. В частности, крупный теракт рядом с тоннелем был предотвращён в октябре 2005 года.

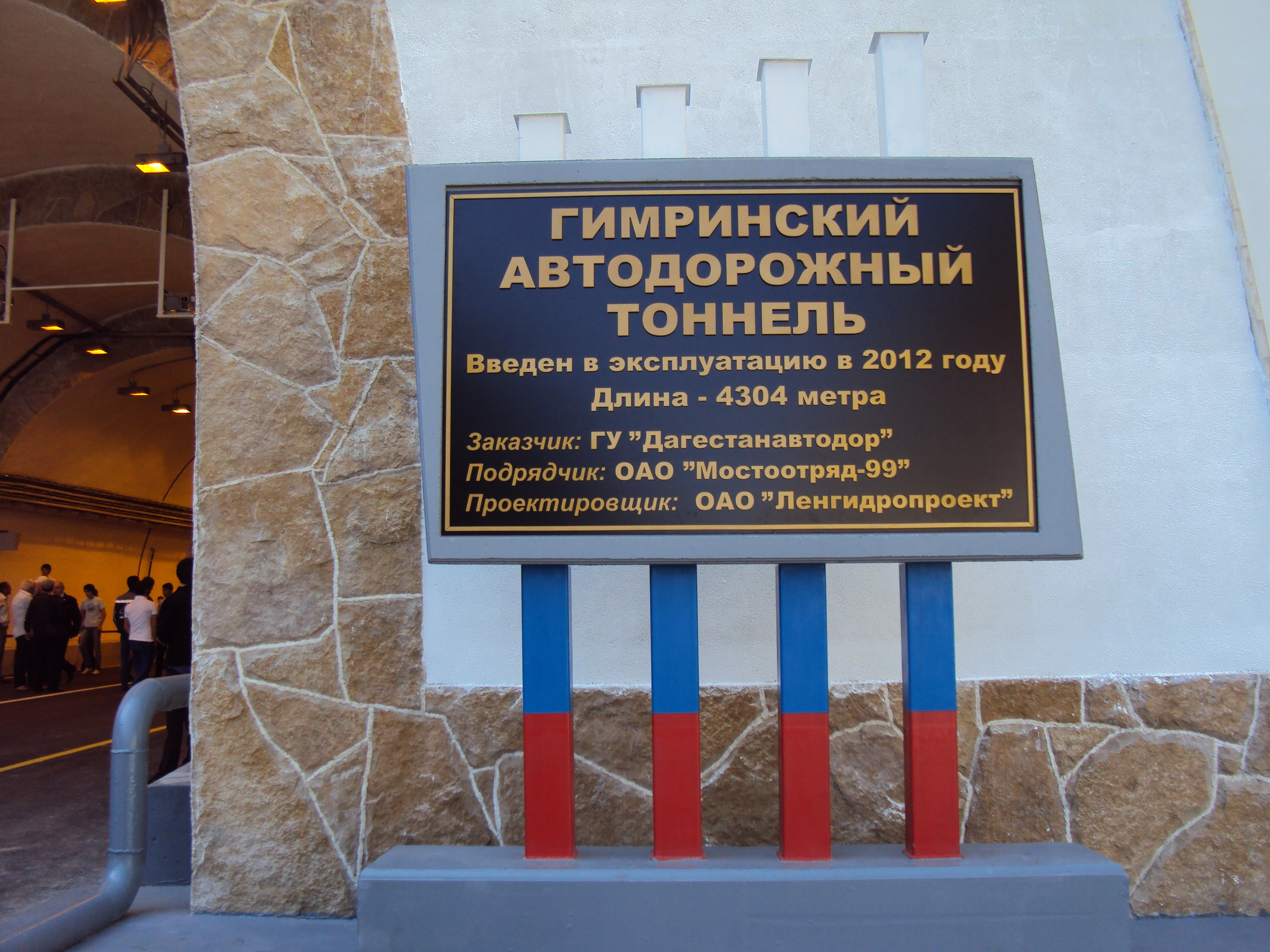
Табличка у въезда в тоннель
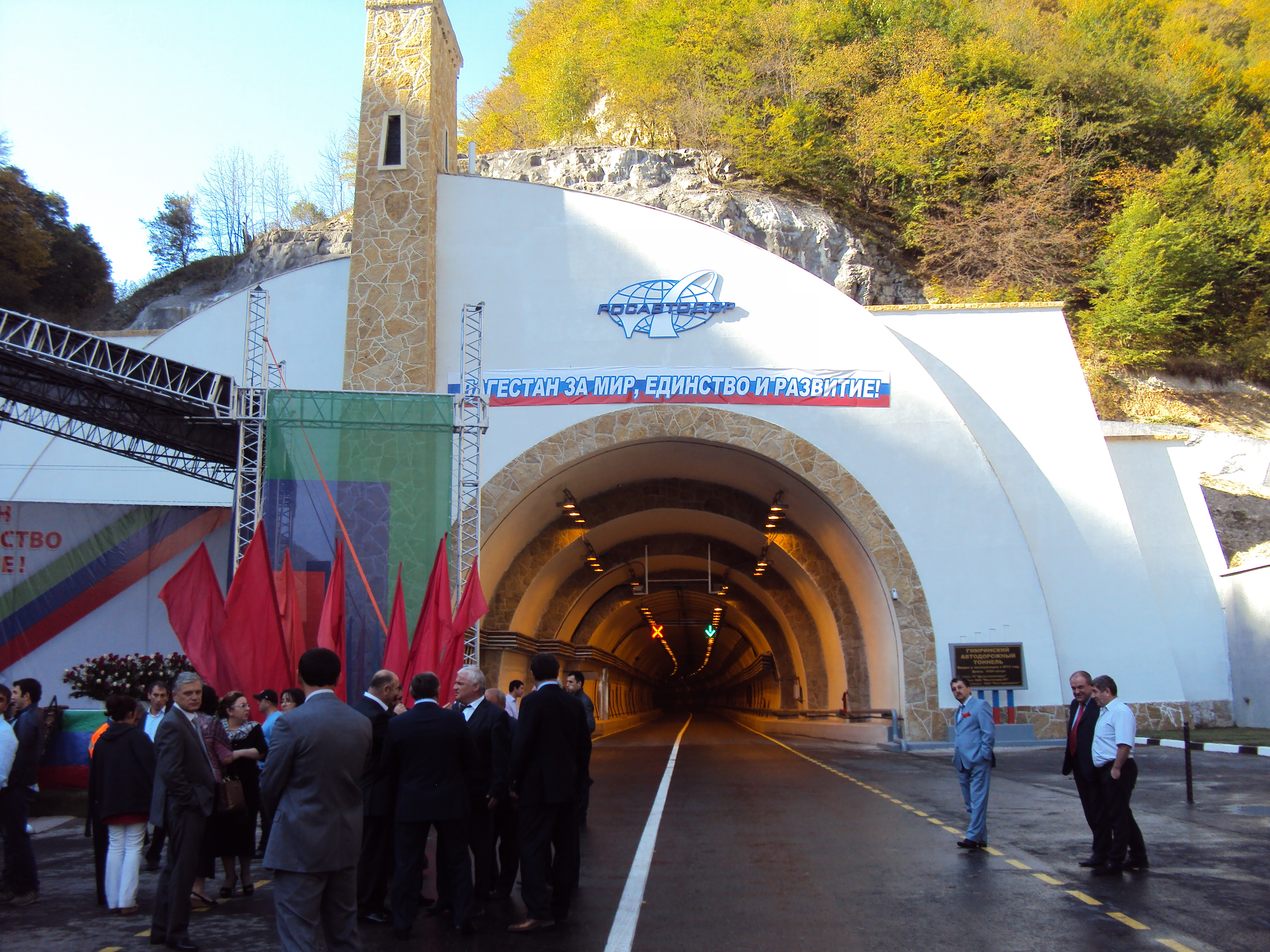
Вид со стороны Буйнакска
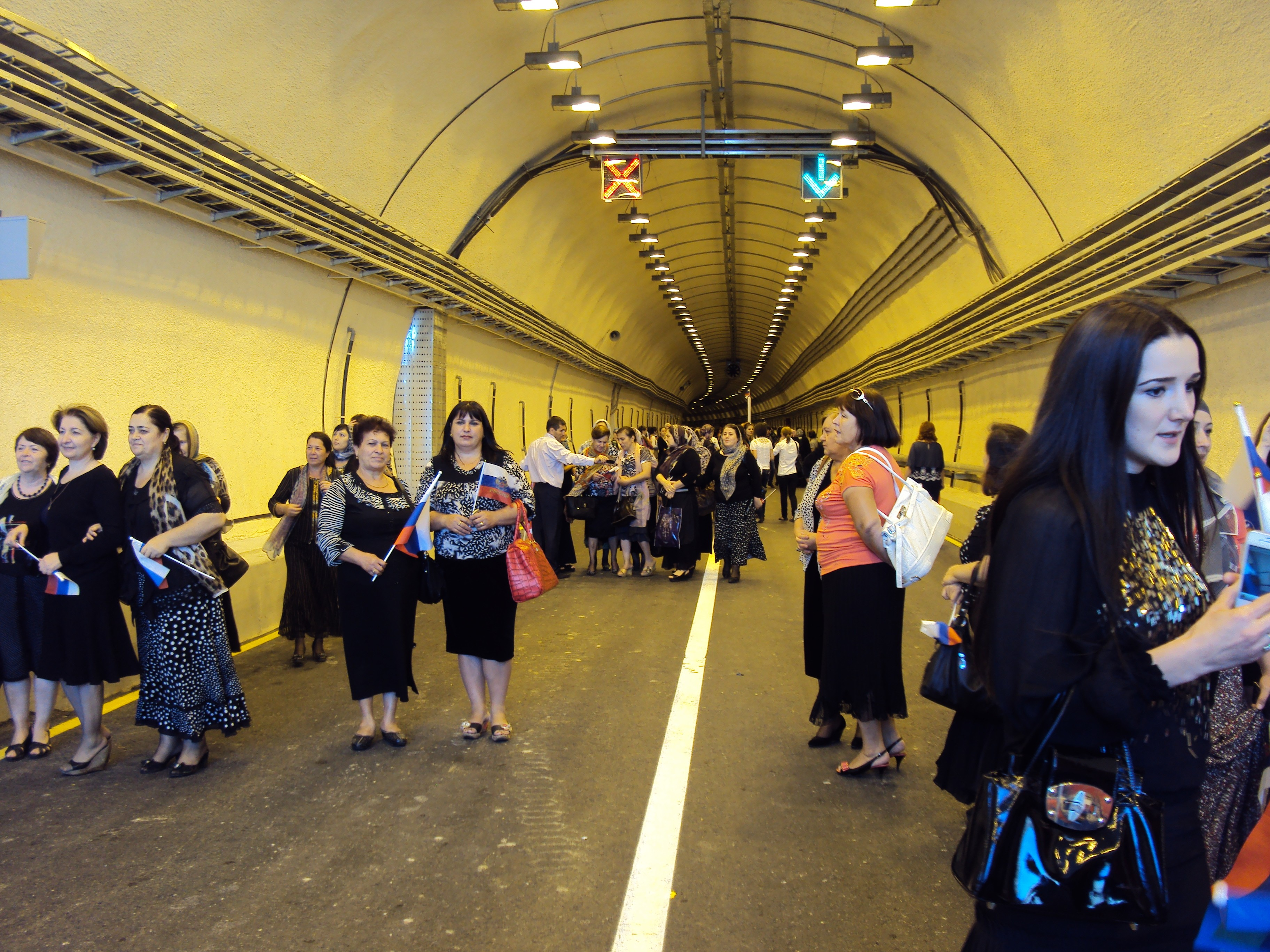
Тоннель изнутри
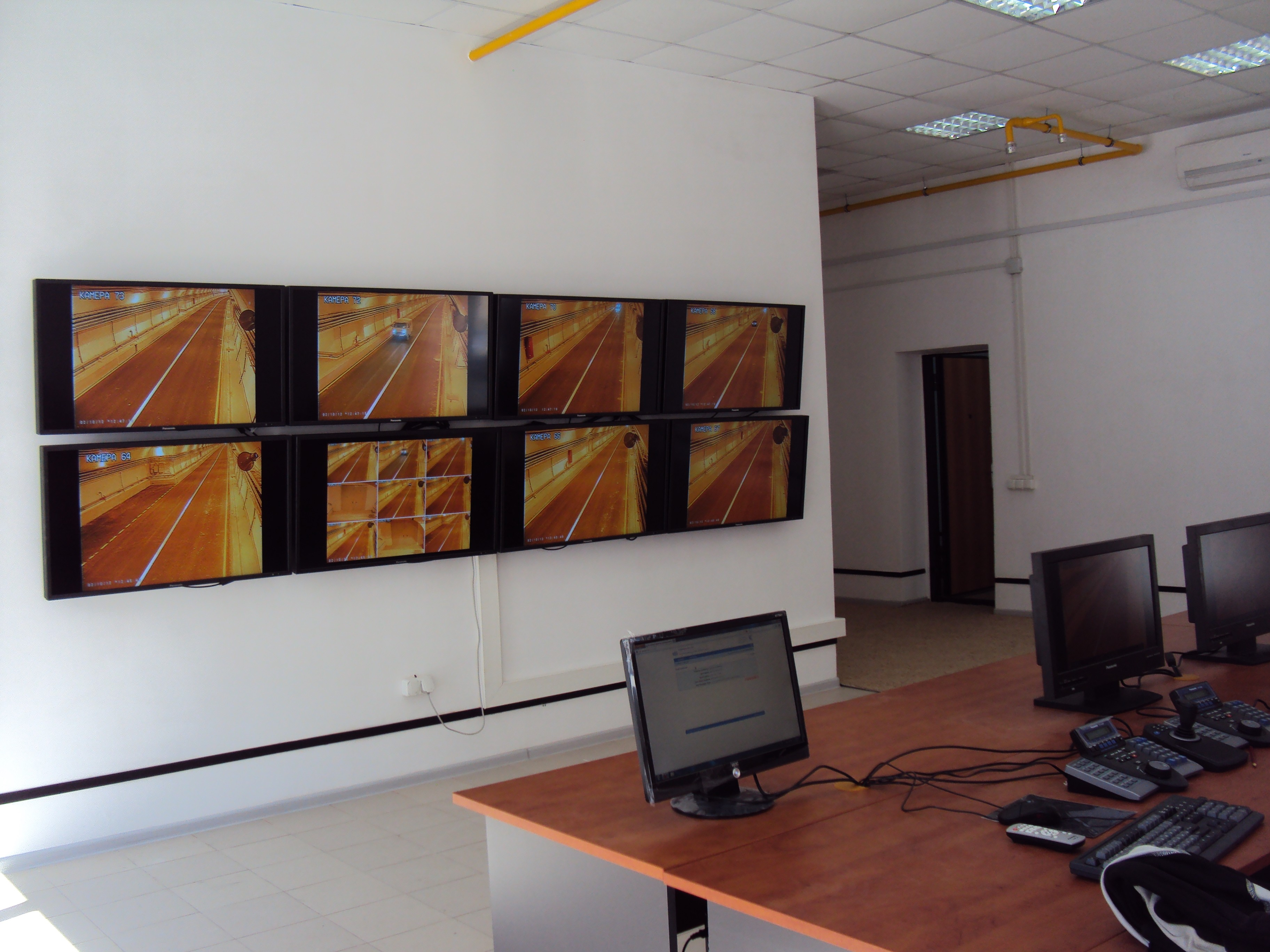
Кабинет управления тоннелем
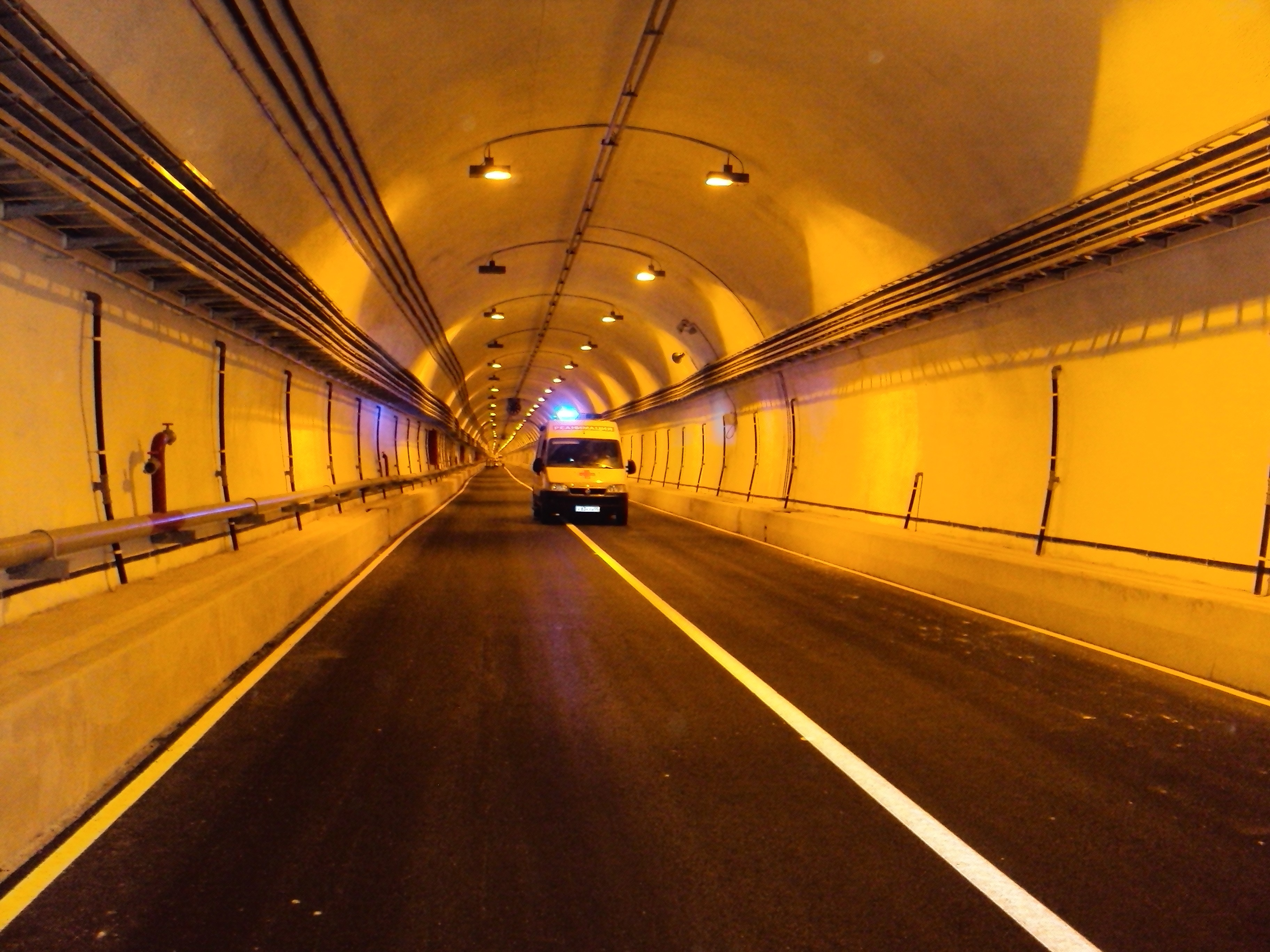
Вид изнутри